# Acacia olgana
Acacia olgana — вид квіткових рослин з родини бобових. Ареал: Австралія (Північна територія, Південна Австралія, Західна Австралія).

## Біоморфологічна характеристика
Цей кущ або дерево зазвичай досягає висоти від 3 до 6 метрів, але може досягати 15 метрів. Він має шорстку, злегка потріскану кору сірого або сіро-коричневого кольору з кутастими гілочками світло-коричневого або червонуватого кольору, які переважно голі. Вічнозелені філодії іноді мають червонуваті краї; форма пластини є плоскою й від лінійної до вузькоеліптичної, у довжину від 6 до 18 сантиметрів і вшир від 2 до 10 міліметрів з одною помітною центральною жилкою. 